# 杨育平
杨育平，（1882年—？），字陆宾，汉族，直隶省丰润县人。

## 生平
1904年，自费留学日本，就读于日本高等工业学校应用化学科。
1905年8月13日，《大公报》又发了一则消息：“学务处会办卢观察靖同工业学堂杨育平氏，带领各县商人六十七名，于十一日晚七点钟，由津乘火车至塘沽，换轮赴日本游历。”
1909 年毕业回国后，在直隶劝业道任工师。民国建立后，任直隶实业厅技正，1913年6月任直隶工业试验所所长。1917年9月，直隶省府令调杨育平继武睿源任直隶公立工业专门学校校长。10月10日，本校学生参加“驱杨运动”（即驱逐警察厅长杨以德的斗争）。校长杨育平支持学生的正义行为。
杨育平在直隶公立工业专门学校任职9年，他崇信“教育救国”，对学校工作尽心尽力。“五四”运动时，支持学生的爱国行动。“五卅” 运动时，杨育平不仅支持师生发表“高工后援会宣言”，而且，还保护了在运动中被天津警察当局通缉的该校学生杨凤楼等。
1918年校长杨育平主持，将同学会定名为直隶公立工业专门学校校友会，并制定校友会章程，此章程一直沿用到解放初期。
1926年9月调任察哈尔省教育厅长，遂荐举魏元光接任校长，并获得直隶省府批准。
1940年3月为丰润县中学校创办高中部捐款出力。